# Herbert Ernest Bates
Herbert Ernest Bates (ur. 16 maja 1905 w Rushden, zm. 29 stycznia 1974 w Canterbury) – angielski pisarz.
W swojej twórczości pozostawał pod wpływem Guya de Maupassanta i Iwana Turgieniewa, ukazując uroki życia na prowincji i piękno angielskiego krajobrazu (m.in. w powieściach The Fallow Land (1932), The Poacher (1935). Podczas II wojny światowej służył jako pilot RAF; osobiste przeżycia z tego okresu wykorzystał w opowiadaniach i powieściach o tematyce wojennej, m.in. Słońce nad Francją (1944, wyd. pol. 1947). Był także autorem trylogii o tematyce egzotycznej (japońska okupacja Birmy): The Purple Plain (1947), The Jacaranda Tree (1949), The Scarlet Sword (1950).